# Krasimir Stefanow (zapaśnik)
Krasimir Stajkow Stefanow (bg. Красимир Стайков Стефанов; ur. 1 lutego 1949, zm. 23 czerwca 2015 w Sofii) – bułgarski zapaśnik walczący w stylu klasycznym. Olimpijczyk z Montrealu 1976, gdzie zajął szóste miejsce w kategorii do 57 kg.
Piąty na mistrzostwach świata w 1975. Czwarty na mistrzostwach Europy w 1974 i 1976. Mistrz świata juniorów w 1969 roku.